# Coelorinchus aspercephalus
Coelorinchus aspercephalus es una especie de pez de la familia Macrouridae en el orden de los Gadiformes.

## Morfología
• Los machos pueden llegar alcanzar los 34 cm de longitud total.

## Depredadores
Es depredado por Paranotothenia microlepidota .

## Hábitat
Es un pez de aguas  tropicales que vive entre 33-335 m de profundidad.

## Distribución geográfica
Es un endemismo de Nueva Zelanda.